# Congregación de Misioneros de San Carlos Borromeo
La Congregación de Misioneros de San Carlos Borromeo (en latín: Congregatio Missionariorum a Sancte Carolo) o Misioneros de San Carlos, más conocidos como scalabrinianos, es una congregación religiosa clerical de la Iglesia católica, de derecho pontificio, fundada en Italia en 1887 por Juan Bautista Scalabrini, con el objetivo de ayudar a los inmigrantes y refugiados políticos. Los miembros de esta congregación añaden a sus nombres las siglas C.S.

## Historia

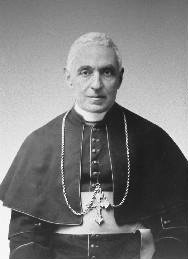
Juan Bautista Scalabrini, fundador de los Misioneros de San Carlos.

La Congregación de los Misioneros de San Carlos fue fundada en Piacenza por el obispo Juan Bautista Scalabrini (1839-1905), con el fin de mantener viva en el corazón de los inmigrantes italianos la fe católica y procurar, en la medida de las posibilidades, el bienestar moral, civil y económico de los mismos. El instituto fue aprobado en principio por el papa León XIII con el breve Libenter agnovimus de 15 de noviembre de 1887. El nombre de los misioneros fue escogido en honor a Carlos Borromeo, considerado uno de los baluartes de la reforma católica en Italia en el siglo XVI.
Siete sacerdotes y tres hermanos laicos de la Congregación dejaron Italia el 12 de julio de 1888, de los cuales dos sacerdotes y un hermano laico se dirigían a Nueva York, cinco sacerdotes y dos hermanos a Brasil. La Congregación se expandió rápidamente entre las comunidades de italianos inmigrantes en los Estados Unidos y Brasil. En dichas misiones establecieron iglesias, escuelas y hogares misioneros, donde conservaron las costumbres y tradiciones de su patria de origen.
En 1969, los scalabrinianos se abrieron por primera vez a las misiones entre otros inmigrantes diferentes a los italianos.

## Actividades y presencia
Los scalabrinianos fieles a su carisma, pero ampliándolo a otras nacionalidades inmigrantes, continúan su labor en beneficio de aquellas personas que por diversas circunstancias se ven obligadas a dejar sus hogares y buscar una mejor fuente de sostén para sus familias en otras naciones fuera de las suyas. Su trabajo lo desarrollan principalmente en la atención pastoral en casas del migrante, centros de atención para los derechos humanos, parroquias multiculturales y medios de comunicación.
En la actualidad hay unos 713 misioneros de San Carlos en el mundo, poseen unas 207 casas en 32 países: Alemania, Argentina, Australia, Bélgica, Bolivia, Brasil, Canadá, Chile, Colombia, El Salvador,   Estados Unidos, Filipinas, Francia, Guatemala, Haití, Indonesia, Italia, Japón, Luxemburgo, México, Mozambique, Paraguay, Perú, Portugal, Reino Unido, Sud África, Suiza, Taiwán, Uruguay, Venezuela y Vietnam.

## Familia Scalabriniana
El carisma de Juan Bautista Scalabrini en lo que hoy se llaman Familia Scalabriniana, formada por tres ramas:
- Misioneros de San Carlos o Scalabrinianos,
- Misioneras de San Carlos Borromeo o Scalabrinianas,
- y las Misioneras Seculares Scalabrinianas.

## Scalabrinianos ilustres
- Juan Bautista Scalabrini (1839-1905), obispo de Piacenza (Italia) y fundador de la congregación. Fue beatificado por Juan Pablo II en 1997.
- Pedro Antônio Colbachini, fundador de la ciudad brasilera de Nova Bassano.[3]
- Gaetano De Lai (1853-1928), fue superior general de la congregación. Creado cardenal por Pío X en el consistorio del 16 de diciembre de 1907.[4]
- Velasio De Paolis (1935-2017), creado cardenal por Benedicto XVI en el consistorio del 20 de noviembre de 2010.[5]
- Silvano Maria Tomasi (1940-), arzobispo titular de Asolo y nombrado por el Papa Francisco Secretario delegado del Consejo Pontificio Justicia y Paz.[6]